# Remlingen-Semmenstedt
Remlingen-Semmenstedt is een gemeente in de Duitse deelstaat Nedersaksen. De gemeente maakte deel uit van de Samtgemeinde Elm-Asse in het Landkreis Wolfenbüttel. Remlingen-Semmenstedt telt 2.394 inwoners. Op 1 november 2016 fuseerde de gemeente Remlingen met de gemeente Semmenstedt tot de nieuwe gemeente Remmingen-Semmenstedt.

## Kernen
De gemeente bestaat uit de volgende kernen:
- Remlingen
- Groß Biewende
- Klein Biewende
- Semmenstedt
- Timmern

- Gemeinsame Normdatei: 1150799641
- Virtual International Authority File: 2978151656273608400001

Baddeckenstedt · 
Börßum · 
Burgdorf · 
Cramme · 
Cremlingen · 
Dahlum · 
Denkte · 
Dettum · 
Dorstadt · 
Elbe · 
Erkerode · 
Evessen · 
Flöthe · 
Haverlah · 
Hedeper · 
Heere · 
Heiningen · 
Kissenbrück · 
Kneitlingen · 
Ohrum · 
Remlingen-Semmenstedt · 
Roklum · 
Schladen-Werla · 
Schöppenstedt · 
Sehlde · 
Sickte · 
Uehrde · 
Vahlberg · 
Veltheim (Ohe) · 
Winnigstedt · 
Wittmar · 
Wolfenbüttel